# Martyn Rooney
Martyn Joseph Rooney, född den 3 april 1987, är en brittisk friidrottare som tävlar i kortdistanslöpning.
Rooney genombrott kom när han blev trea vid junior-VM 2006 på 400 meter. Han misslyckades vid VM 2007 att ta sig vidare från försöken. Han stora genombrott som senior kom vid Olympiska sommarspelen 2008 när han slutade sexa på tiden 45,12. Han deltog vid VM 2009 där han blev utslagen i semifinalen på 400 meter. Vid samma mästerskap blev han silvermedaljör i stafetten över 4 x 400 meter.

## Personliga rekord
- 400 meter - 44,60 från 2008